# Sistema de transferencia para peces

Un cartel señalando la presencia de un sistema de transferencia de peces.

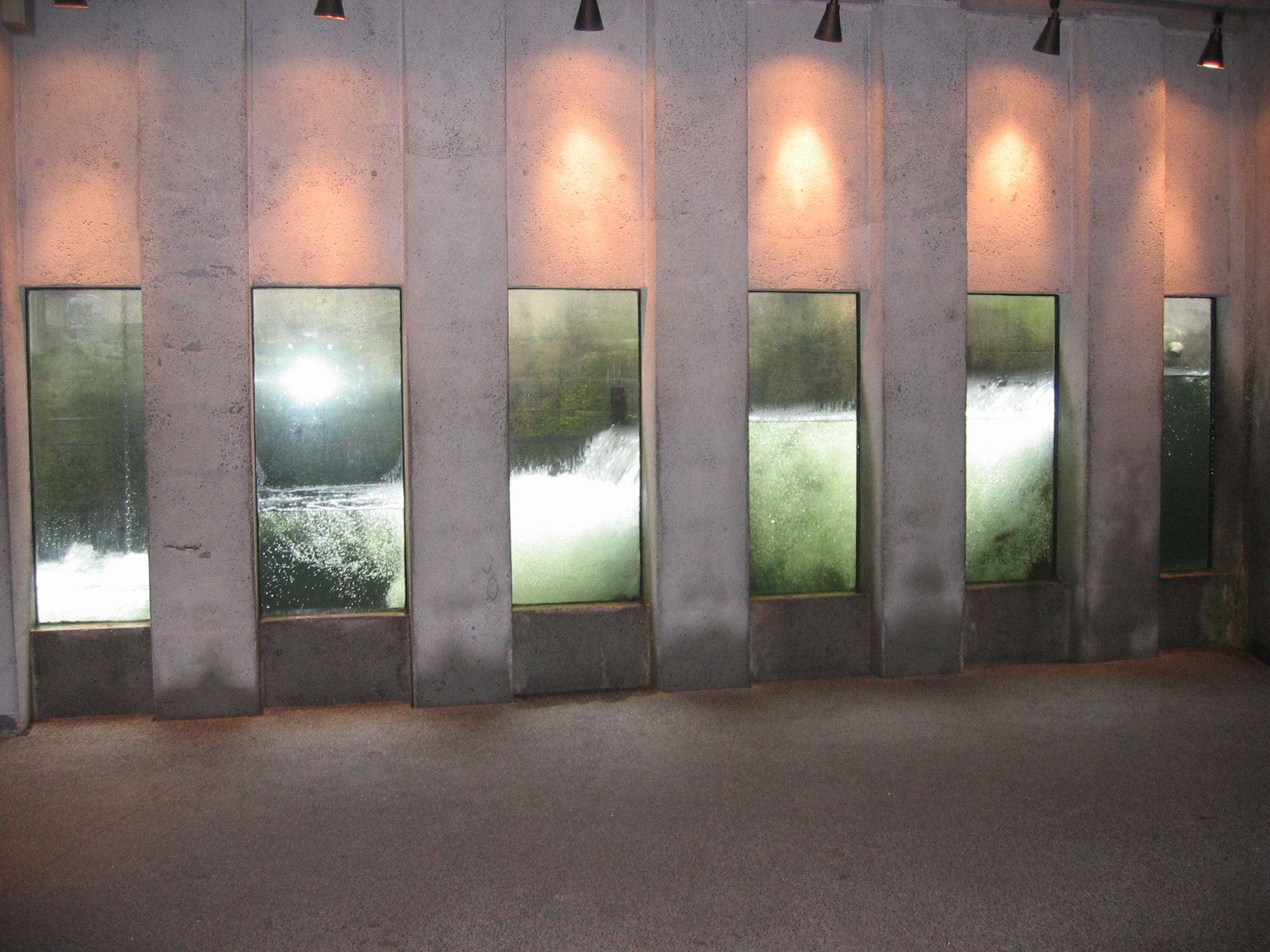
En algunas represas, junto a las instalaciones del sistema de transferencia de peces escogido, se construyen salas para permitir que puedan observar o estudiar el proceso de la migración los investigadores o el público en general.

Se denomina sistema de transferencia para peces a ciertas estructuras u obras de ingeniería —de diferentes tipos, formas, tamaños y materiales— construidas específicamente para permitir que los peces (y en conjunción otros organismos acuáticos) logren superar las barreras que, para sus movimientos o migraciones, representan los diques artificiales de cualquier destino. Son también conocidos como sistemas de transferencia de peces, sistemas de facilidades para peces o sistemas de pasajes de peces.
Ha generado numerosos equívocos el denominarlos popularmente y de manera vaga “escaleras para peces”, cuando en realidad ese nombre le corresponde específicamente a uno de los sistemas diseñados (entre los más utilizados); lo cierto es que son numerosos y apelan a métodos diametralmente opuestos para intentar obtener los mismos fines.

## Generalidades
Como parte del desarrollo humano se ha intervenido un alto porcentaje de los cursos fluviales en todo el mundo, con el objetivo de cortar el libre fluir de sus aguas con murallones o diques y así generar embalses en los valles o desfiladeros aguas arriba. Los fines buscados son variados, acumular agua para riego o provisión de agua potable, recreación, contención de inundaciones, y especialmente para la generación de energía eléctrica. En todos los casos forzosamente el caudal transportado se acumula detrás de la presa, continuando la corriente su curso río abajo, con una diferencia en altura entre ambos lados de decenas de metros. 
Entre los múltiples trastornos ecológicos que este tipo de obras generan al ecosistema, algunas de ellas son que esas barreras artificiales cortan el flujo genético entre las comunidades acuáticas, y generalmente impiden los procesos migratorios de numerosas especies de peces. Para mitigar estos impactos y conservar la diversidad ictiofaunística de las cuencas se diseñaron una serie de artefactos, métodos, construcciones, etc. que posibilitan el paso de las especies acuáticas a través de la presa. 

## Historia y características
Los primeros sistemas se originaron para permitir las míticas migraciones río arriba de los salmónidos, los cuales las realizan buscando llegar a las altas cuencas para reproducirse. Es tal el valor socioeconómico de este grupo de peces que todos los sistemas se basan en su paso.

### En Sudamérica
En cuencas sin salmónidos, los mismos sistemas diseñados para estos fueron adaptados y puestos al servicio de otras especies de peces de ríos de todo el mundo, las cuales poseían ciclos de vida y características migratorias disímiles con respecto a los salmones, por lo que su efectividad para trasladar estos peces resultó variable, en las escasas presas que cuentan con ellos.
Por ejemplo, en las grandes cuencas de América del Sur es elevado el número de especies de peces conocidos como, diádromos, pótadromos e iteróparos que emprenden anualmente migraciones obligadas, con fines tróficos o sexuales, con desplazamientos desde cientos hasta 1500 kilómetros hasta alcanzar el destino (cifra a la que se debería duplicar al sumar el regreso), a velocidades medias de 20 kilómetros por día. Migran por los ríos y sus principales afluentes de toda la cuenca, sin nunca salir de la misma, ni siquiera a aguas salobres, viajando río arriba y volviendo en menos de un año, teniendo actividad reproductiva numerosas veces durante su prolongada vida, siendo además reófilos en sus etapas juveniles. Este comportamiento en donde se observa la necesidad de emprender largas migraciones se da en especial en los grandes characiformes y silúridos, los que constituyen la inmensa mayoría de la biomasa de las comunidades ictiofaunísticas de los grandes ríos.
Del total de la ictiofauna de cada cuenca de ese subcontinente, el porcentaje de peces migratorios es del 13,8 % en los casos de los ríos  São Francisco y Uruguay, sube al 27,7 % en los ríos Paraná-Paraguay, y llega al 44,7 % en la cuenca del Amazonas.
Son cerca de 50 las especies sudamericanas con presencia común en la mayoría de las grandes cuencas que realizan extensas migraciones, entre las que se encuentran: el dorado (Salminus brasiliensis), pacúes (Colossoma, Mylossoma), armados (Oxydoras kneri, Pterodoras granulosus), bagres (Rhamdia), surubíes (Pseudoplatystoma), etc.

### Consideraciones que se tienen en cuenta en su diseño
Son numerosas las variables a tener en cuenta para optar por uno de los distintos tipos de sistema, además de adaptarlo luego en razón a las particularidades de un determinado destino. Entre las más importantes se encuentran:
- Estudiar los comportamientos migratorios de cada una de las especies de peces de la zona, de qué manera se traslada, bajo cuáles factores (temperatura del agua o aire, horario, etc.), cuándo lo hace (en qué meses del año), por qué espacio del río se mueve, en que densidad, etc.
- Estudiar la capacidad natatoria de esas especies, en especial las más valiosas, ya que algunos sistemas permiten el ascenso de los peces solo mediante saltos, otros en cambio operan gracias a la natación contra corrientes fuertes.[2]
- Dilucidar la existencia de zonas de reproducción y/o cría aguas arriba del corte;
- Definir a priori las especies objetivo para ser transferidas, y sobre la base de estas, elaborar un diseño el cual su operatividad facilite el pasaje de un mayor stock de las poblaciones de dichas especies.[19]
- Estudiar los patrones hidráulicos.
- Estudiar las características del agua.

Se recomiendo acondicionar la entrada al sistema para que los peces se sientan atraídos hacia el lugar por donde podrán pasar, siendo este un aspecto crítico de su eficiencia. En represas de algunos grandes ríos, buenos sistemas de transferencia fallan en su objetivo por un mal diseño del sector captador, impidiendo que los peces logren dar con el lugar de paso. Para aumentar la  probabilidad de que ingresen se deben definir y adaptar los rasgos hidrodinámicos del sitio.
Diversos estudios concluyeron que, tanto dentro mismo del sistema como en sus inmediaciones, numerosos factores del agua inciden para que su eficacia se vea menguada; entre ellos se encuentran:
- Su velocidad;
- Su turbulencia;
- Su temperatura;
- Su turbidez, etc.

### El sistema de transferencia ideal
Un sistema de transferencia de peces ideal debería cumplir algunos criterios generales:
- Debe permitir el paso de todos los peces que frecuentan el tramo del río donde se erigen, en especial las especies migratorias estrictas;
- Poder mantenerse en funcionamiento todo el año, adaptándose a los variados regímenes hidrológicos habituales del río;
- Disponer de suficiente capacidad de transferencia para trasladar los stocks completos en los picos de sus movimientos migraciones;
- Su entrada debe ubicarse en sitios accesibles para los peces sumando estímulos que resulten atractivos para que fuercen a los peces a penetrar en el sistema;
- Su salida en el embalse debe situarse lejos de los vertederos y de las turbinas.
- Especialmente en los ríos con especies migradoras pótadromas o iteróparas, debe permitir efectuar tanto migraciones ascendentes como descendentes.

Deficiencias habituales
Los principales fallos o críticas de los sistemas de transferencia para peces generalmente se encuentran en:
- Facilitan la expansión de especies exóticas;[25]
- En algunos casos, conectan ecorregiones de agua dulce cuyas ictiofaunas estuvieron separadas millones de años,[26] lo que genera graves impactos ambientales entre los cuales se encuentra la diseminación de especies fuera de su geonemia,[27] riesgo de hibridaciones entre especies próximas,[28] desaparición o extinción de especies susceptibles a los nuevos depredadores aparecidos en el sistema, etc.;
- Retardan o impiden las migraciones;
- Exponen a los peces a la predación por otros peces, aves acuáticas, mamíferos y, en algunos sistemas, pescadores furtivos;
- Muchos sistemas solo favorecen el traslado hacia aguas arriba, impidiendo el retorno de los reproductores, sus huevos, larvas o juveniles;
- Alteran el reclutamiento de los stocks que habitan aguas abajo de las presas.

En los grandes ríos, donde se encuentran numerosas especies migradoras con particularidades ecológicas disímiles, todos los sistemas de transferencia fallas en razón de presentar selectividad en los traspasos.

## Los distintos sistemas

### Escalera para peces

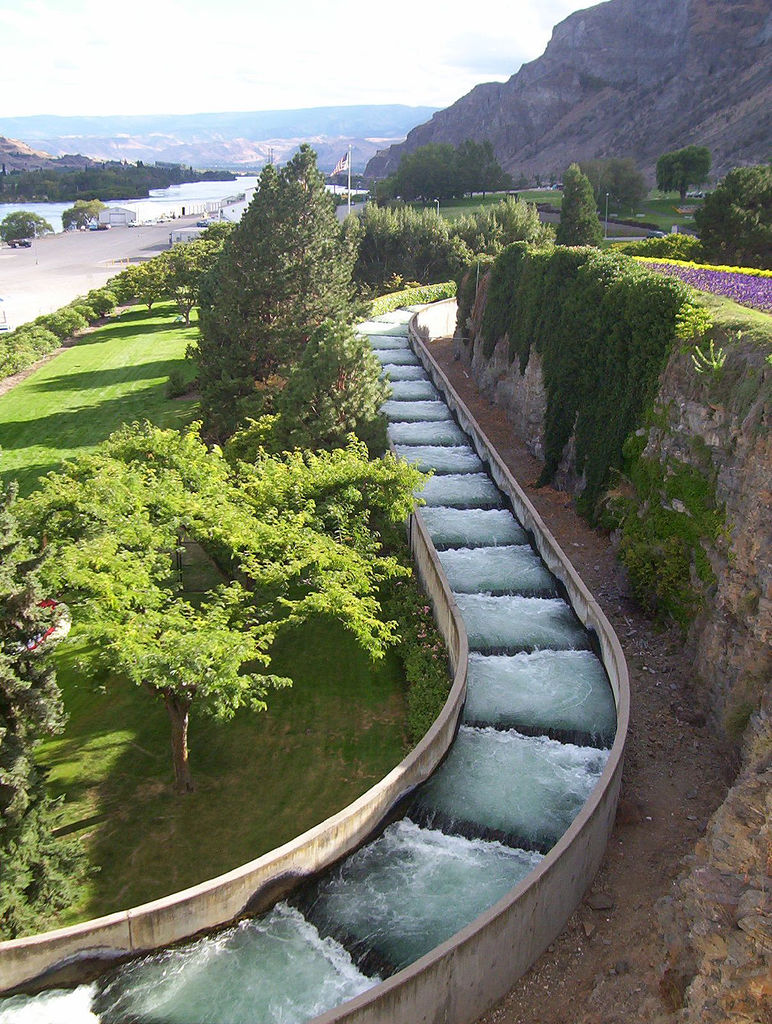
Una típica escalera de peces, diseñada para salmones, operando en una represa de Estados Unidos.

La “escalera de peces”, también llamada “escala para peces”, o sistemas “vertedero-poza”, “escalones-tanques” o “canalón con disipadores” es uno de los sistemas más empleados. Si bien varían en sus detalles, mayormente se estructuran conformando una suerte de “escalera de agua” formada por una secuencia de escalones (los pequeños diques) seguidos de inmediato por pozas, ambos con medias regulares. Fue diseñado originalmente para transferir, solo de manera ascendente, a clupéidos y salmónidos en ríos del hemisferio norte, si bien también pueden ser recorridos en dirección contraria. Solo son particularmente eficaces para transferir especies buenas saltadoras (como las citadas) porque cada escalón de la “escalera” debe ser subido por el pez mediante pequeños saltos fuera del agua, asimilados como los pasos de una escalera.
En los ecosistemas con migradoras funcional y anatómicamente más variadas, solo tienen éxito transfiriendo las especies veloces y saltadoras. Por ejemplo, sábalos (Prochilodus) y dorados (Salminus) logran superar los primeros escalones de la escalera mediante saltos de 4 metros de altura y 5 m de largo, gracias a que alcanzan velocidades de 20 metros por segundo.
Entre sus ventajas se encuentran que poseen gran flexibilidad de diseños y que pueden ser apropiados para presas con baja altura. Entre las desventajas se cuenta su elevada selectividad de especies, ser pobremente efectivos en los casos de especies de fondo y que le afectan a su correcto funcionamiento los cambios de caudal.

### Sistema de ranura vertical

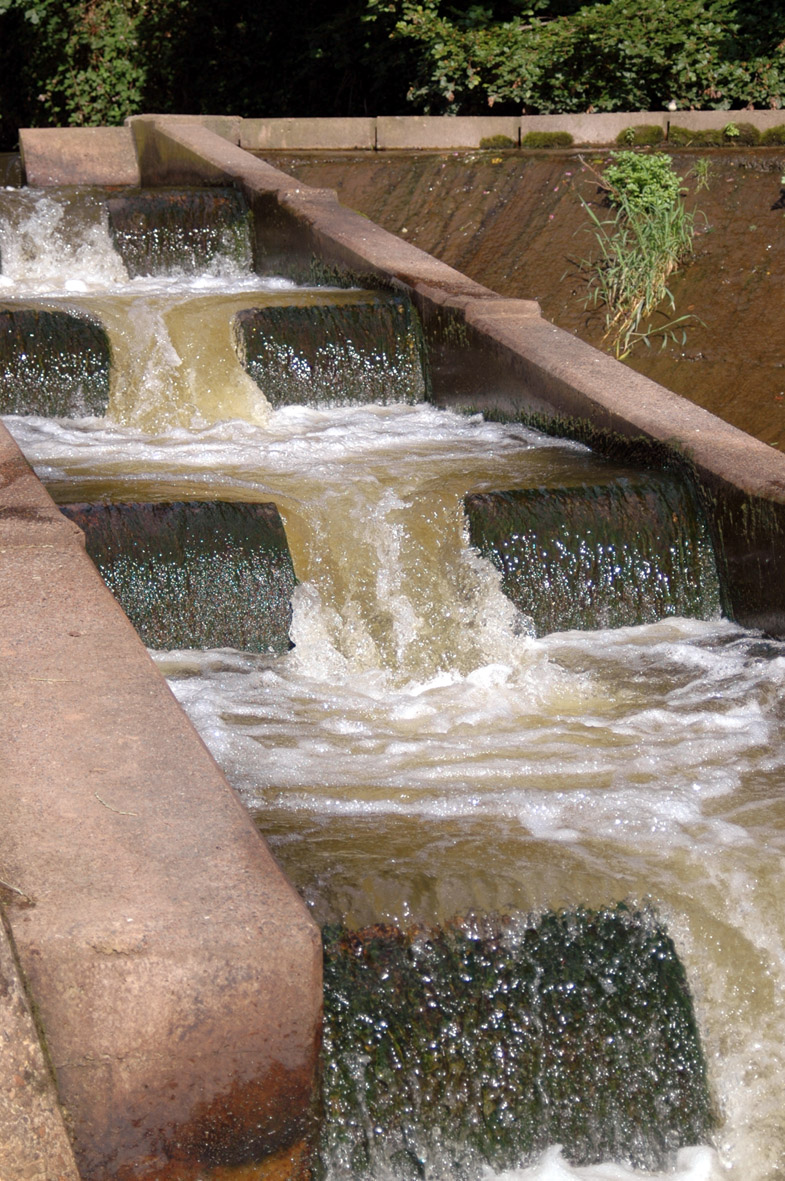
Un sistema de transferencia de ranura vertical del primer tipo (el más parecido a la escalera de peces), operando en una presa en el sudoeste de Inglaterra.

Bajo el nombre amplio de sistemas de transferencia “de ranura vertical” o “escalones tanque de ranura vertical” se conoce un amplio espectro de estructuras, englobadas en dos tipos básicos, habiendo algunos intermedios entre ambos. El diseño es similar a la escalera de peces, pero a la pared que separa dos tanques se le realiza (en el centro o en uno o ambos lados) una abertura vertical, la que generalmente va desde su parte superior hasta el piso del tanque inferior, que es por donde logran pasar nadando río arriba ejemplares de especies de peces que no tienen facultades para saltar el obstáculo de las escaleras. 
En el primer tipo, el borde de la barrera está casi a la misma altura que el nivel del tanque superior, y al ser el escalón de unos 30 cm los peces que nadan en la columna de agua pueden saltarlas fácilmente. La altura tan alta del agua del tanque superior se consigue al endicar parcialmente un aporte significativo del flujo de descarga, con medias de entre 4,5 y 5 m³ por segundo, en el caso de tanques de 4 por 4 m y anchos de ranura de 75 cm.
El segundo tipo se presenta no como una hilera de tanques en alturas descendentes y con fondos planos sino como un canal de fondo inclinado con alerones o barreras transversales, las que con respecto al nivel del agua son elevadas en ambos lados, facilitando que circulen por la parte abierta ejemplares de mayor porte y peso, de especies no saltadoras, aunque precisan de mayor longitud de recorrido que las del primer tipo. 
Así adaptadas, se las ha empleado en ríos sudamericanos, con suerte diversa. El principal problema radica en que logran transferir solo un limitado número de especies migratorias (generalmente las de mayor capacidad natatoria), e incluso de estas traslada un escaso porcentaje de individuos del stock total. 
Por ejemplo, los implementados en Brasil en más de 50 azudes de pequeño tamaño e inferiores a 15 metros de desnivel, generalmente solo transfieren bagres, bogas (Leporinus), sábalos (Prochilodus) y dorados (Salminus).
En el caso de la represa Lajeado sobre el río Tocantins la selectividad del sistema actúa sobre las especies migratorias como un importante cuello de botella, representando el 70 % del total de ejemplares transferidos solo 3 especies: Oxydoras niger, Psectrogaster amazonica y Rhaphiodon vulpinus. 
La falencia por selectividad es más grave en el caso de ríos de elevada biodiversidad, como es el caso de los sudamericanos.
En otras represas, este sistema permite el ingreso de un número moderado de especies, como en la represa de Igarapava y en la de Salto Morais (río Tijuco, cuenca del río Paraná Superior, Brasil).

#### Canales con barreras

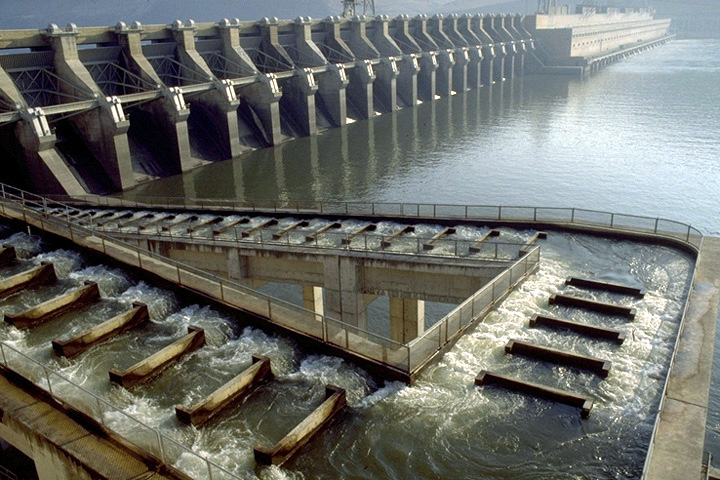
Un canal con barreras perpendiculares centrales. Opera en una represa del estado de Washington, Estados Unidos.

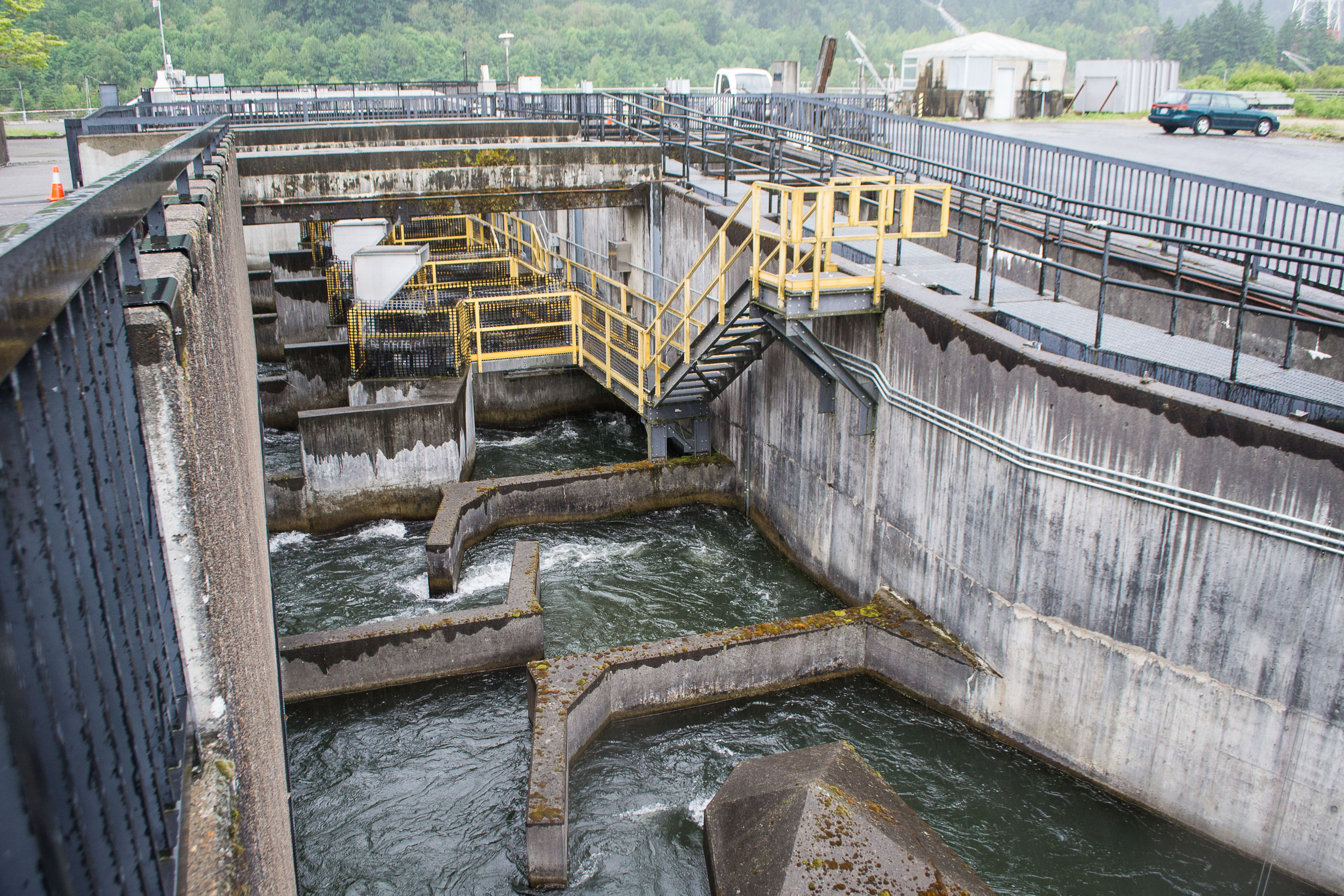
Un canal con barreras perpendiculares unidas a los laterales de manera alternativa. Opera en una represa situada entre los estados de Oregón y Washington, en el noroeste de Estados Unidos.

Dentro de los sistemas de transferencia de peces de ranura vertical se encuentran los que se diseñan mediante canales con fondo en pendiente sobre los cuales se disponen barreras perpendiculares, las que pueden estar en el sector central separadas de ambos lados del curso, o más frecuentemente unidas a los bordes de manera alternada (o corriendo la boca de paso alternativamente hacia un lado y al otro), aumentando notoriamente la rugosidad  hidráulica del circuito y creando en los ángulos zonas muertas para el descanso de los peces.
Se obliga con ello, tanto al agua que baja como a los peces que suben, a tener que avanzar de forma más lenta, al tener que circular de manera ondulada, de un lado hacia el otro del canal, aunque pueden transitar la totalidad del recorrido sin salir fuera del agua en ningún momento, como sí ocurre en otros sistemas. Este suele permitir migraciones tanto río arriba como descendentes, y es apto para especies saltadoras como las que no tiene esa capacidad, aunque tiene un sesgo negativo al excluir especies poco aptas para nadar contra corrientes fuertes. Para atenuar este problema en algunos casos se disponen las obstrucciones conformando un ángulo que mira en dirección hacia donde proviene la corriente, pudiéndose hacerlo inclinando a las barreras rectilíneas o construyéndolas ya con el ángulo. En ambos casos junto a la unión de la barrera con el lado del canal se forman sectores con poca corriente, los que permiten a los migrantes reponer fuerzas tomando un descanso. Los obstáculos suelen construirse en cemento; en represas pequeñas también se hacen de madera. Al compararlos con los canales sin barreras, estos muros permiten superar las diferencias de nivel con menor recorrido total de canal.   
Esta variante es similar al del primer tipo de los de ranura vertical,  aunque con características propias que la relacionan con el sistema de ríos artificiales. De las del primer tipo de ranura se distingue porque puede operar con diferentes niveles de agua al ser las barreras más altas, no fueron pensadas para ser transitadas a saltos ni para que pase agua sobre ellas.

### Canales de meandros

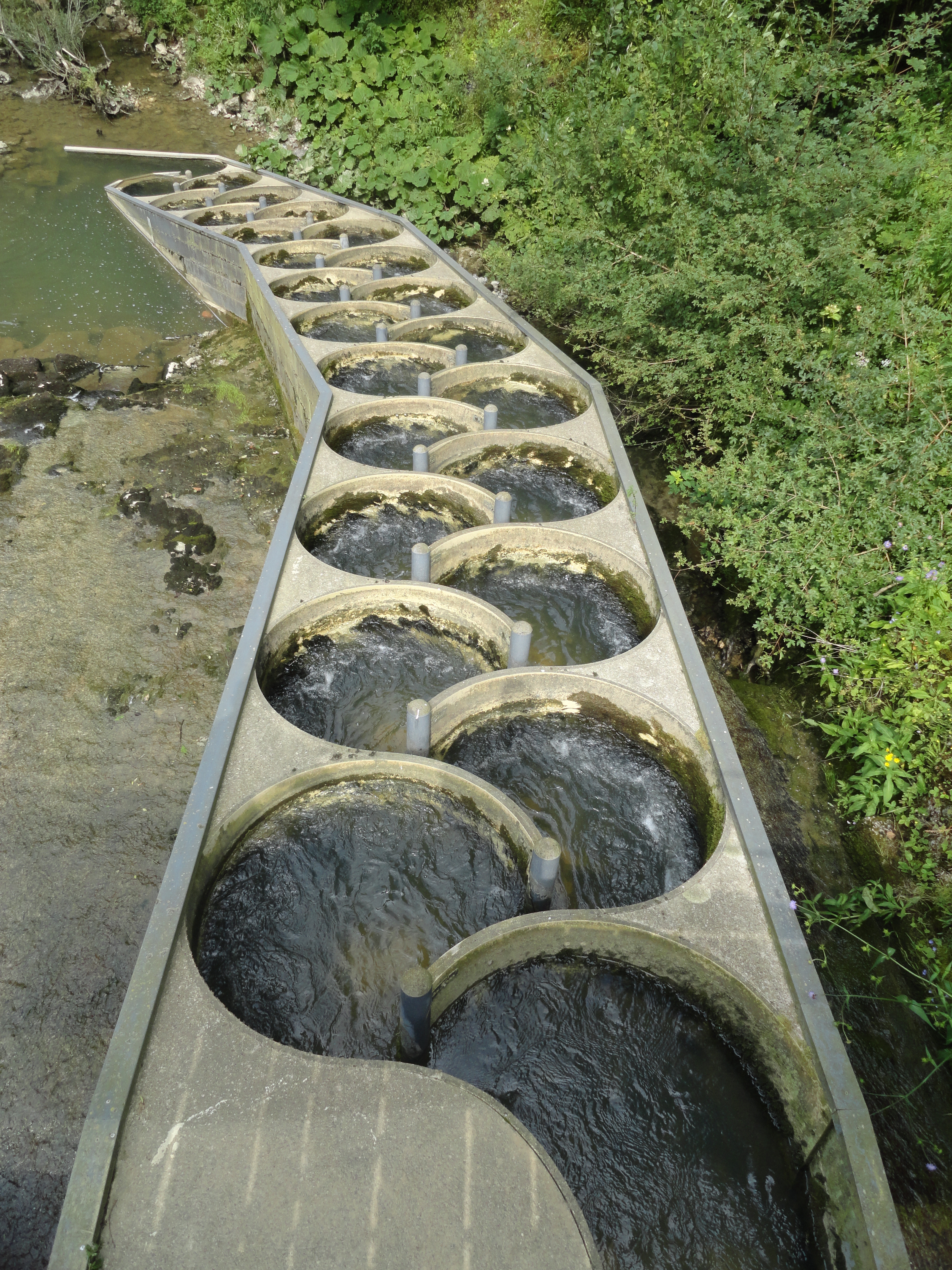
Un sistema de transferencia del tipo canal de meandros, operando en una represa de Suiza. Es de estructura prefabricada construida en 2008; está compuesta por 24 piscinas, salvando una diferencia de nivel de 3,80 m.

El sistema de transferencia de peces por meandros fue desarrollado por el arquitecto alemán Hans Wilhelm Peters y patentado por la compañía “Peters Ökofisch”, con sede en la ciudad alemana de Höxter. Es similar al del canal con barreras, sin embargo si bien el conjunto todo también es recto, los lados del canal no son rectos sino que forman una sección siempre curva de un meandro, mientras que el lado opuesto del mismo lo representa la barrera, la que también es curva con el extremo direccionado en algunas variantes hacia donde viene la corriente y de manera opuesta en otras. Luego de que el meandro da vuelta las posiciones se invierten.  

### Rampa de rocas

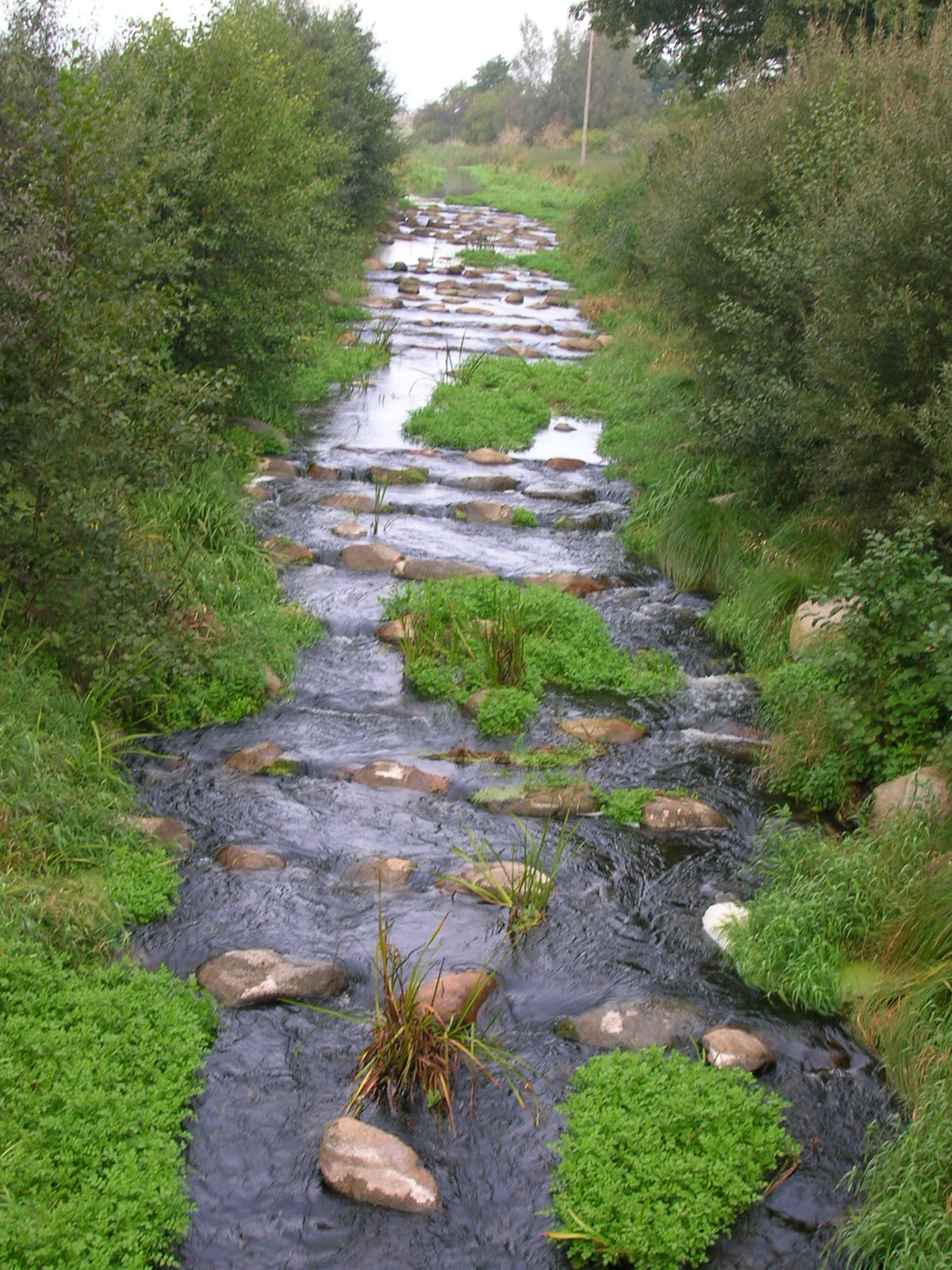
Un sistema de transferencia del tipo rampa de rocas, operando en una represa de Alemania.

El sistema de transferencia del tipo “rampa de rocas” es intermedio entre varios otros sistemas. Su aspecto suele ser casi idéntico al de un río tradicional, ya que se construye creando un curso que simula ser un río; a él se le colocan grandes rocas dispuestas de manera suelta pero formando una barrera perpendicular a la corriente para reducir la velocidad de esta, formándose así pozas entre las hileras para permitir que el pez descanse. También pueden emplearse algunos pesados troncos. Las barreras están semiabiertas de manera rústica por uno o más lados, que son los sitios por donde pasarán los peces, por lo que no deben tener bordes cortantes, para evitar que se lastimen. 
Funcionan bien en presas pequeñas y de desniveles bajos, permitiendo migraciones en ambos sentidos. Aunque su diseño tradicional responde mejor en el caso de peces con buena capacidad de salto, aumentando la distancia entre las rocas se amplía el espectro de especies que lo podrían utilizar.

### Ríos artificiales

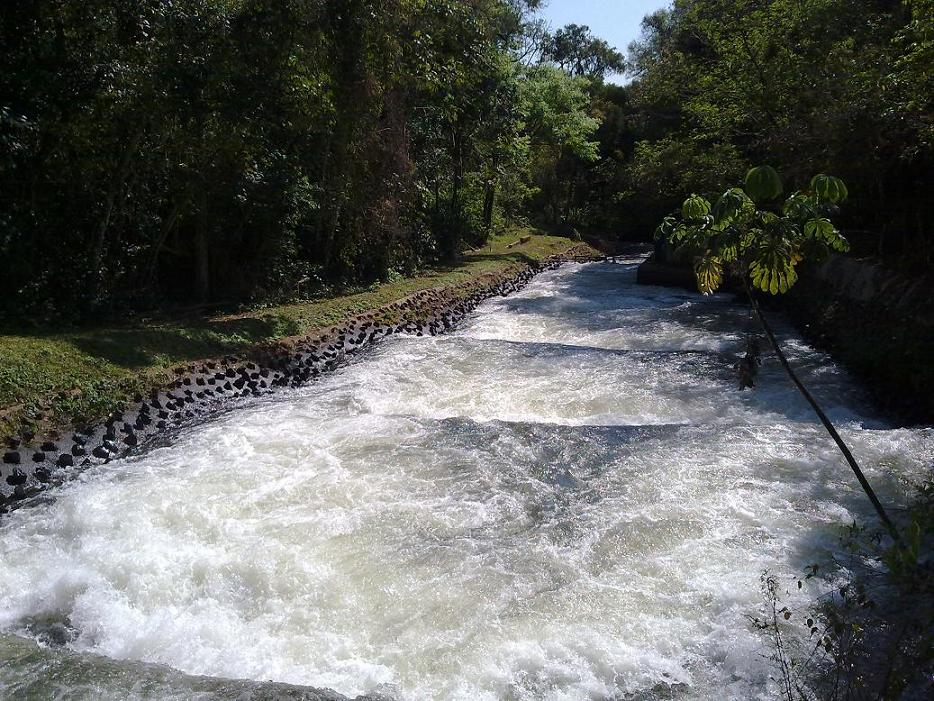
Un sistema de transferencia del tipo río artificial es el llamado canal de la Piracema, situado en el lado brasileño de la represa de Itaipú.

Los sistemas de transferencia del tipo by-pass, basados en canales artificiales para migraciones, son los que más imitan el curso de un río natural, destacando su eficacia en permitir también las migraciones descendentes hacia las porciones fluviales río abajo, las cuales son muy necesarias en ríos con alta biodiversidad. Se construyen con un recorrido muy ondulante o meandroso y fondo en pendiente, pudiendo combinarse con tramos con barreras, escalas, además de pozas y pequeñas lagunas, para que los peces se repongan del extenuante ascenso.
El más conocido de estos sistemas es el denominado canal de la Piracema de la represa de Itaipú, en el límite brasileño-paraguayo, el cual se encuentra operativo desde el año 2002. Con una longitud de 10 km es considerado el canal de transferencia artificial más largo del mundo.
Para su desarrollo se aprovechó la existencia de un curso fluvial natural, el río Bela Vista, al cual se lo modificó, adosándole también un sistema de canales y lagunas y algunas estructuras en barrera.
A pesar de sus mayores características naturales y el tiempo que gozó en su elaboración (se creó cerca de dos décadas después de la construcción de la hidroeléctrica) su eficacia presenta complicaciones. Entre los peces que logran pasar dominan pequeñas especies de tetragonoperinos, de entre estas sobresale por sus altos porcentajes Bryconamericus exodon. 
Si se circunscribe el detalle solo sobre las grandes especies migratorias, las que con mayor facilidad logran ascender hasta las aguas del embalse son: Salminus brasiliensis, Prochilodus lineatus, Leporinus obtusidens y Leporinus elongatus. La mayor parte de los stocks de las otras especies migratorias si bien consiguen ingresar al sistema de ascensos, el número de ejemplares que prosigue es cada vez menor en la medida en que el camino hacia el gran lago asciende los cerca de 120 metros de desnivel, por lo extenuante que les resulta.
Entre las ventajas que reviste el sistema de by-pass se señalan una alta capacidad de transferencia, permite simular las condiciones naturales del río, posee un amplio espectro de velocidades de agua y son aptas también para migraciones descendentes.
Entre las desventajas se enumerar que en razón de presentar su recorrido una baja pendiente, cuando la altura de la represa es considerable, precisa de una amplia superficie para su instalación; además afecta a su correcto funcionamiento las variaciones del nivel en el reservorio. Por último, presenta un paso franco para especies no-deseadas, por ejemplo, las exóticas invasivas.

### Esclusa Borland
Otro de los sistemas de transferencia de peces es el denominado “esclusa Borland” o del tipo "tubo de Borland". 
La represa de Salto Grande, situada en el límite argentino-uruguayo sobre el curso medio del río Uruguay, es el único dique en Sudamérica en emplear este sistema, contando con dos esclusas, las que comenzaron a operar en 1984, 5 años después de la puesta en marcha de la represa. El desnivel que permite vencer es de 25 metros.  En ese sitio logran ser transferidos con este método mayormente Auchenipterus nuchalis, Lycengraulis grossidens y Parapimelodus valenciennis, siendo esporádico el traspase de las grandes migradoras: Salminus brasiliensis, Prochilodus lineatus, Leporinus obtusidens, etc.
Su estructura se compone de un conducto inclinado, el cual une 2 cámaras (ambas con compuertas): la superior o de salida y la inferior o de acumulación (de un volumen máximo de 370 m³), un sistema que provee agua de atracción y, aguas abajo, un cuenco de acumulación, con entradas para los peces. En condiciones ideales, cada ciclo podría traspasar 37 toneladas de peces.
Entre las ventajas del sistema de esclusas destaca que posee un diseño flexible, el que puede ser adaptado a distintos tipos de presas, siendo eficiente también en el traslado de especies pequeñas, no saltadoras o de velocidad lenta, con bajo costo de instalación en presas con desniveles de entre 18 y 60 metros.
Entre las desventajas se señala que exhiben un bajo porcentaje de transferencia en correspondencia con los stocks totales migrantes, que la cantidad de peces trasladados está en consonancia con el número de ciclos diarios y que el flujo de atracción se reduce o anula durante la fase del llenado.

### Ascensores o elevadores para peces

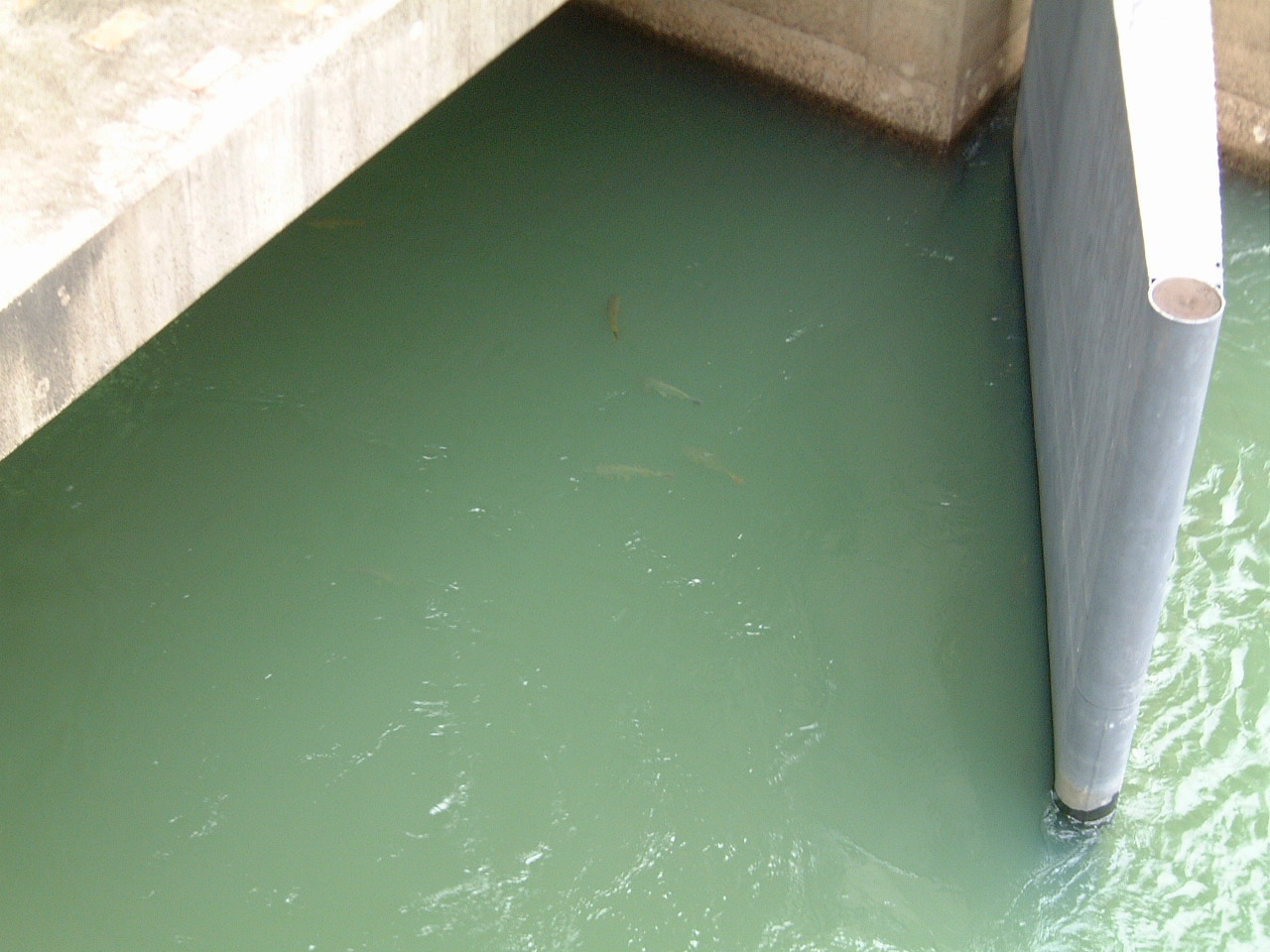
Entrada al elevador de peces que funciona en la represa de Yacyretá.

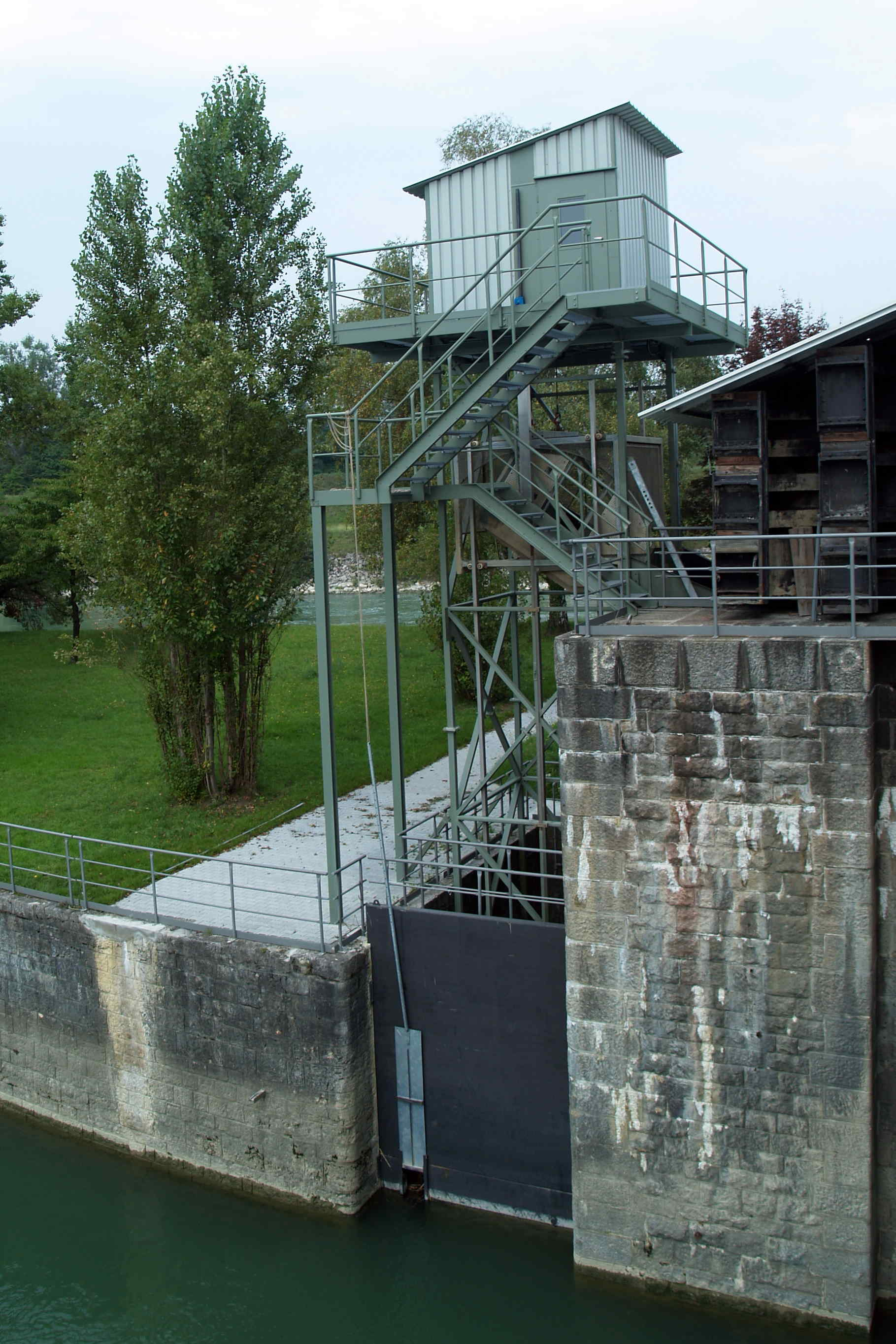
Elevador de peces que funciona en la central Wyhlen, en la margen alemana del Rin.

El sistema llamado “ascensor” o “elevador de peces” cuenta con un mecanismo similar al que se encuentra en los edificios. Son particularmente empleados en presas de altura moderada. 
Los sistemas de elevadores también se pueden presentar en múltiples tipos. Por ejemplo, para presas proyectadas a construirse en el estado brasileño de Minas Gerais se han propuesto 10 modelos diferentes.
Elevadores muy estudiados son los 4 que funcionan en la represa de Yacyretá, en el límite argentino-paraguayo. A los peces que nadando río arriba llegan al murallón, los ascensores les permiten superar los entre 25 y 30 metros de diferencia con el lago artificial. 
Fueron diseñados y erigidos bajo el postulado de que sean aptos para transferir un gran número de ejemplares de todas las especies. Si bien en general son eficaces en cumplir el primer objetivo, fallan con el segundo, al resultar ser fuertemente selectivos en favor de muy pocas especies. Una única especie (Pimelodus maculatus), resulta ser la dominante con el 73 % del total, seguida de Pterodoras granulosus con el 12 %. Las especies que más se debía procurar traspasar, es decir las que realizan extensas migraciones (Pseudoplatystoma corruscans, Pseudoplatystoma reticulatum, Leporinus obtusidens, Prochilodus lineatus,  Salminus brasiliensis, Piaractus mesopotamicus, etc.) no alcanzaron a rebasar el 2 %.
Esto se debería a que los sistemas de transferencia de esta presa poseen importantes problemas de diseño, no solo en los propios ascensores. Como antes de construirse la presa no se estudió con la debida profundidad y la suficiente antelación los rasgos comportamentales de la ictiofauna del río, los canales colectores no responden a las rutas migratorias que presentaban las especies antes del levantamiento del dique, las que se encontraban a una distancia de 5 km con respecto a la boca de entrada de los elevadores, lo que evidentemente afecta a su eficiencia.
Algunas presas emplean ascensores en combinación con otros medios de transferencia, por ejemplo la represa de Porto Primavera (cuenca del río Paraná), en la cual su ascensor opera en conjunto con una escalera.
Entre las ventajas de los ascensores se pueden enumerar que su costo es similar en presas de distinta altura, que requiere muy poco espacio para su instalación y funcionamiento y que las variaciones de nivel del embalse lo les afectan.
Entre las desventajas están su elevado costo de construcción, operación y manutención; que a los peces al ser transportados les produce estrés y al aglomerarse se lastiman entre ellos, lo que conlleva mortandad; para que el número de peces transferidos sea óptimo se precisa un ascensor de gran volumen y un ritmo de ciclos diarios elevado.
Además de las ya citadas, ejemplos de presas donde emplean ascensores son: 
- Represa Engenheiro;
- Represa Sergio Motta (río Paraná, Brasil);
- Represa de Funil (río Grande, Brasil);
- Represa Santa Clara (río Mucurí).

### Turbina Bulbo
La turbina de tipo “Bulbo” es un modelo de turbomáquina hidráulica que se coloca en centrales hidroeléctricas, en especial en las de bajo salto, porque en ellas obtiene un mayor rendimiento hidrogenerador. Si bien su destino fundamental es transformar la energía hidráulica en energía eléctrica pasando por ellas el agua contenida en un embalse, por sus características y de manera adjunta a su eminente función productiva, también constituyen un sistema de transferencia de peces, al permitir la tan buscada migración descendente (desde aguas arriba hacia aguas abajo), indispensable en los cursos fluviales con especies migratorias en las cuales sus ejemplares realizan prolongados viajes en ambas direcciones todos los años y, en ocasiones, durante décadas.

### Otros pasos descendentes eventuales
En sus traslados aguas abajo, los peces pequeños pueden atravesar los murallones de las represas por los vertederos y por entre las turbinas tradicionales, si bien estas generan una mortandad del 10 % de los que lo intentan. También estos, junto con los de mayor tamaño, logran bajar al nivel inferior del río al penetrar en las esclusas de navegación, en el caso de que la estructura las tuviera.